# Marcantonio Barbaro

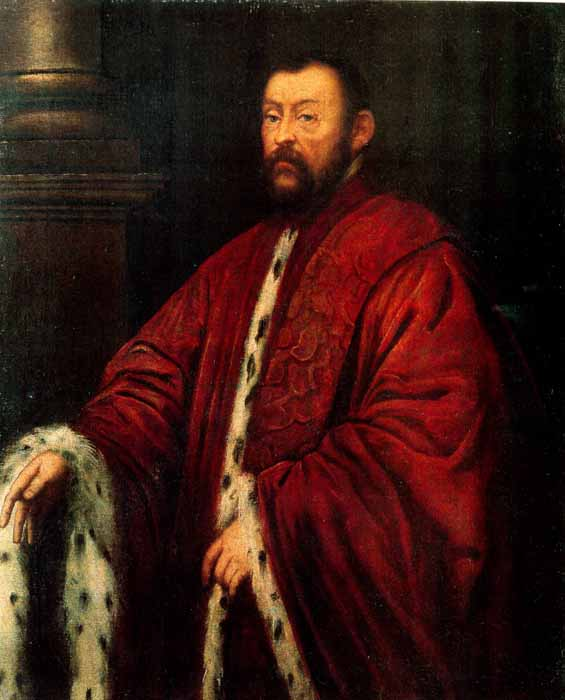
Marcantonio Barbaro retratado por Tintoretto

Marcantonio Barbaro (Veneza, 1518–1595) foi um diplomata veneziano, irmão de Daniele Barbaro. Juntos ergueram o Villa Barbaro.
Era filho de Francesco di Daniele Barbaro e Elena Pisani, filha do banqueiro Alvise Pisani e Cecilia Giustinian. Casou-se com sua prima Giustina Giustinian, com quem teve quatro filhos, um dos quais, Francesco, tornou-se patriarca da Aquileia, e outro, Alvise, casou-se com uma filha de Jacopo Foscarini.

## Leituras adicionais
- La Vie d'un patricien de Venise au seizième siècle, Charles Yriarte, Paris, 1874
- "Barbaro Marcantonio", Dizionario Biografico degli Italiani, vol.6, Franco Gaeta, Roma, 1964, 110-112.